# تفسير (مسلسل)
تفسير (بالإنجليزية Explained)، هو مسلسل وثائقي أمريكي عرض على شبكة نتفليكس منذ 23 مايو 2018م، وتم إنتاجه من قبل فوكس ميديا بمعدل حلقة واحدة أسبوعيًّا.
تتراوح مدة الحلقة الواحدة بين 16 - 18 دقيقة، وفي كل حلقة، يتم التركيز على موضوع جديد، وأيضًا، يقدّم كل حلقة معلّق صوتي مختلف.
طلبت شبكة نتفليكس إنتاج 20 حلقة للموسم الأول، وأعطت الموافقة لإنتاج موسم ثاني.

## الحلقات
| رقم الحلقة | عنوان الحلقة             | المعلّق الصوتي   | تاريخ البث     |
| --- | ------------------------ | --------------- | -------------- |
| 1 | فجوة الثراء العرقيّة      | سميرة وايلي     | 23 مايو 2018   |
| يناقش كوري بوكر وآخرون كيف تضافر الرق والتمييز الطبقي وقرون من عدم المساواة لإحداث فجوة ثراء عنصريّة                                                   |                          |                 |                |
| 2 | الحمض النووي المصمم      | جوس فونج        | 23 مايو 2018   |
| يناقش العلماء والخبراء المخاطر والفوائد والعواقب المحتملة للتحرير الجيني. وتم استضافة جينيفر دودنا وريبيكا كوكلي في الحلقة.                           |                          |                 |                |
| 3 | الزواج الأحادي           | ماريا بيلو      | 23 مايو 2018   |
| دراسة تاريخية وبيولوجية للزواج الأحادي، مع نظرة على الأزواج الحديثين، والتوقعات الثقافية، وعادات الأنواع الأخرى، بما في ذلك البونوبو.                 |                          |                 |                |
| 4 | بوب كوري                 | إستيل كاسويل    | 30 مايو 2018   |
| مناقشات مع الموسيقيين، والجمهور، ومنظري الموسيقى حول حب العالم للبوب الكوري.                                                                          |                          |                 |                |
| 5 | العملة المشفّرة           | كريستين سلاتر   | 6 يونيو 2018   |
| كسر نمو وشعبية العملة المشفّرة، وقيمتها المستقبلية المحتملة.                                                                                           |                          |                 |                |
| 6 | سبب فشل الحميات الغذائيّة | ماريا بيلو      | 13 يونيو 2018  |
| نظرة عامة على العديد من الأنظمة الغذائية رفيعة المستوى، ونقاشات حول السبب في أن العديد منها لا ينجح على المدى الطويل.                                 |                          |                 |                |
| 7 | البورصة                  | إستيل كاسويل    | 20 يونيو 2018  |
| نظرة على العلاقة بين سوق الأسهم واقتصاد الدول. |                          |                 |                |
| 8 | ألعاب رياضية إلكترونيّة   | إستيل كاسويل    | 27 يونيو 2018  |
| توضيح لنمو ألعاب الفيديو، والمعروفة أيضًا باسم رياضة إلكترونية.                                                                                        |                          |                 |                |
| 9 | الحياة خارج كوكب الأرض   | ليفار برتون     | 4 يوليو 2018   |
| مناقشة الحياة خارج كوكب الأرض، بما في ذلك وجودها المحتمل، ونظريات المؤامرة، والأطباق الطائرة، ومكانها في ثقافة البوب.                                 |                          |                 |                |
| 10 | !                        | نيك كرول        | 11 يوليو 2018  |
| استعراض تاريخي لعلامات الترقيم، مع التركيز بشكل خاص على علامة التعجب (!)، وتغير استخدامها مع مرور الوقت.                                              |                          |                 |                |
| 11 | لعبة الكريكيت            | اساف ماندفي     | 18 يوليو 2018  |
| نظرة على تاريخ رياضة الكريكيت الشهيرة. |                          |                 |                |
| 12 | الحشيش                   | كيفن سميث       | 25 يوليو 2018  |
| يناقش العلماء وخبراء الصناعة تاريخ الحشيش، واستخداماته المختلفة، والاتجاه المتنامي للمنتجات الشعبية التي تحتوي على مستخلصات اتفاقية التنوع البيولوجي. |                          |                 |                |
| 13 | الوشوم                   | كولمان لوندز    | 1 أغسطس 2018   |
| استعراض تاريخي للوشوم، بما في ذلك الطقوس القبلية والتقاليد في مختلف الثقافات من جميع أنحاء العالم، واستخدامها كترميز للمكانة.                         |                          |                 |                |
| 14 | علم الأبراج              | يارا شهيدي      | 8 أغسطس 2018   |
| نظرة على تاريخ ودقة علم الأبراج، فضلًا عن توضيح السبب الذي يجعل الناس تحترم هذا العلم بشكل كبير.                                                       |                          |                 |                |
| 15 | هل بإمكاننا العيش للأبد؟ | كريستين بيل     | 15 أغسطس 2018  |
| يناقش العلماء والباحثون إمكانية زيادة العمر المتوقع للإنسان، مع لمحة عن دراسة الشيخوخة.                                                               |                          |                 |                |
| 16 | نشوة النساء الجنسية      | ريتشل بلوم      | 22 أغسطس 2018  |
| نقاشات حول الدراسات والتاريخ وراء نشوة النساء الجنسيّة، وطرق المرأة الحديثة للوصول إلى النشوة.                                                         |                          |                 |                |
| 17 | اللياقة السياسية         | جيري سبرينغر    | 29 أغسطس 2018  |
| نظرة على الجدل الدائر حول اللياقة السياسية في حرية التعبير، وخطاب الكراهية، والشمولية، وكيف أثرت "ثقافة الكمبيوتر الشخصي" على السياسة.                |                          |                 |                |
| 18 | سبب تدنّي أجور النساء     | رايتشل مكأدامز  | 5 سبتمبر 2018  |
| نقاش حول الفجوة في الأجور بين الجنسين وحقوق المرأة في مكان العمل.                                                                                     |                          |                 |                |
| 19 | أزمة المياه في العالم    | كايل ماكلاشلان  | 12 سبتمبر 2018 |
| دراسة حول أزمة المياه في جميع أنحاء العالم، وتقديم أفكار حول كيفية حماية المياه النظيفة وضمان استمرار وصول بلدان العالم الثالث إليها.                 |                          |                 |                |
| 20 | الموسيقى                 | كارلي راي جيبسن | 19 سبتمبر 2018 |
| نبذة تاريخية عن الموسيقى، ونقاش حول تعريفات الموسيقى والإيقاع.                                                                                        |                          |                 |                |

## روابط خارجية
- تفسير على موقع IMDb (الإنجليزية)
- تفسير على موقع روتن توميتوز (الإنجليزية)
- تفسير على موقع نتفليكس (الإنجليزية)
- تفسير على موقع كينوبويسك (الروسية)
- تفسير على موقع قاعدة بيانات الفيلم (الإنجليزية)